# Doctors of Madness

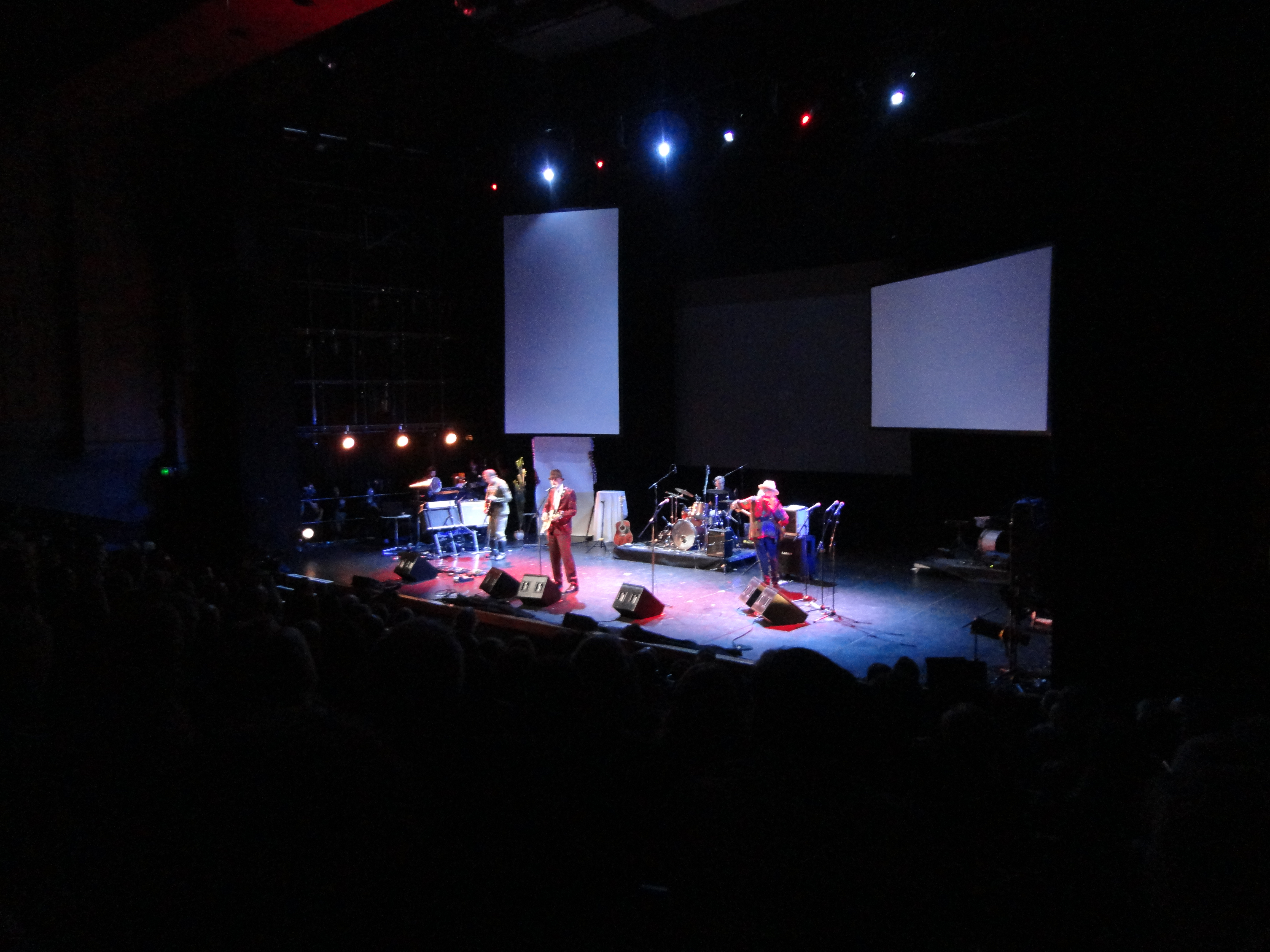
Reunion-Konzert 11. Oktober 2014

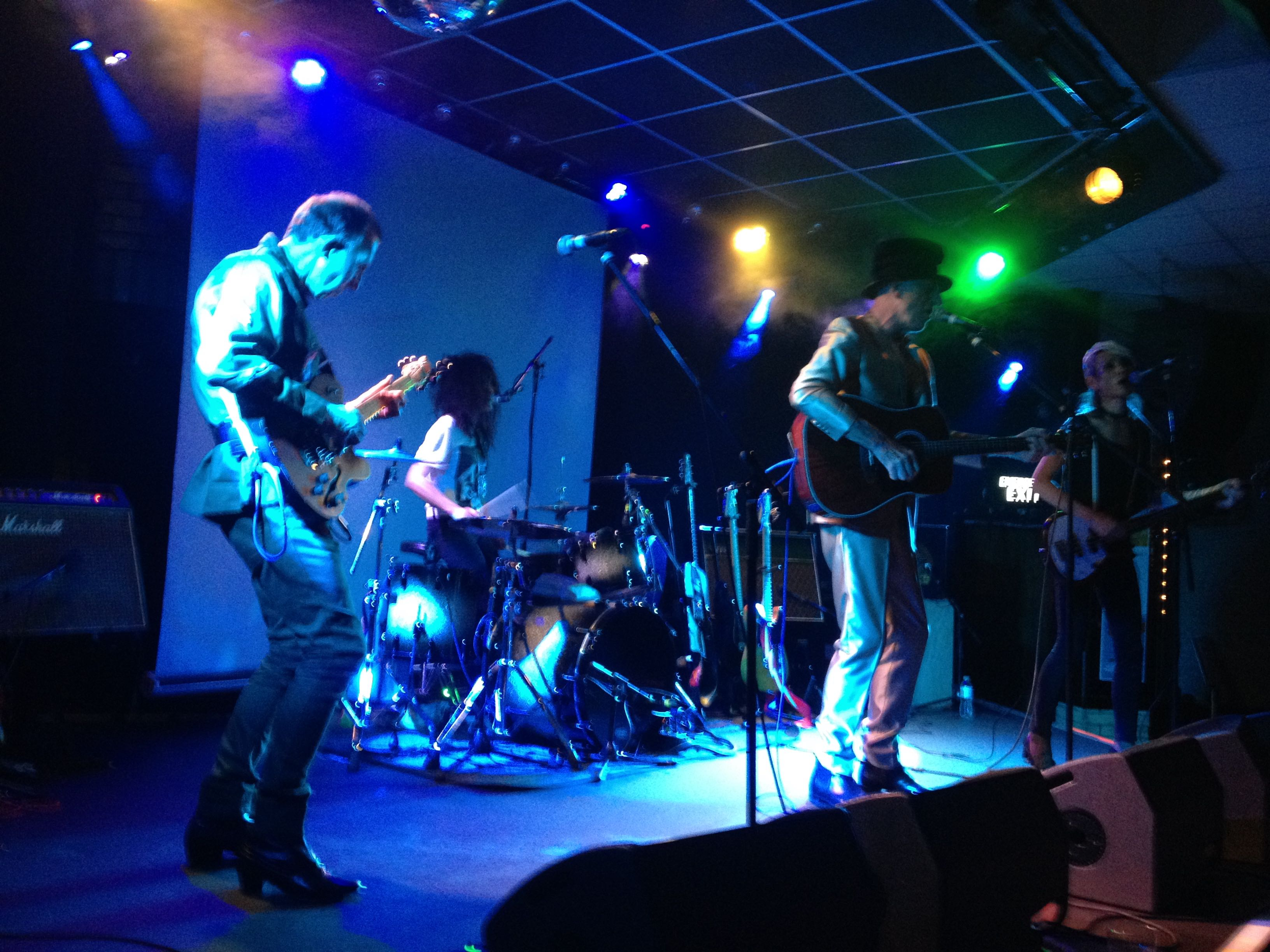
Doctors of Madness (2017)

Doctors of Madness war eine britische Rockband, die von 1975 bis 1978 bestand und die aufkommende Punkbewegung in Großbritannien beeinflusste.

## Geschichte
Doctors of Madness wurde 1975 von Richard Harding, der sang und Gitarre spielte, dem Schlagzeuger Peter Hewes, dem Bassisten Colin Bentley und dem Geiger Geoffrey Hickman gegründet.
Die Bandmitglieder waren zum größten Teil Schulfreunde, die zuvor in der Band Great White Idiot zusammen gespielt hatten.
Doctors of Madness definierte sich hauptsächlich über Frontmann und Songwriter Richard Harding, dessen Lyrik von Bob Dylan, John Lennon und Lou Reed beeinflusst war. Die Shows waren an das Rock Theater angelehnt. Auf der Bühne entfachten sie ein Inferno aus Blitzen, Rauch und Explosionen, begleitet von einer kreischenden Geige. Dementsprechend nannte sich Hardins bald Richard ‚Kid‘ Strange, Geoffrey Hickman wurde zu Urban Blitz, aus Peter Hewes wurde Pete DiLemma und Colin Bentley nahm den Bühnennamen Frankenstein Stoner an.
Die Band stand bei Polydor unter Vertrag und veröffentlichte von 1976 bis 1978 drei Alben. Urban Blitz verließ die Band kurz nach Veröffentlichung des dritten Albums und wurde von Dave Vanian, dem Sänger von The Damned ersetzt. In dieser Formation spielten Doctors of Madness einen neuen Song mit dem Titel Don’t Panic England ein, dessen Komposition eine Zusammenarbeit von Richard Strange und T. V. Smith war. Polydor lehnte nicht nur die Single ab, sondern ließ die Band fallen und im Oktober verkündete die Gruppe ihre Auflösung. Doctors of Madness verabschiedete sich mit einer zweistündigen Show in der Londoner Music Machine am 26. Oktober 1978 mit Gastauftritten von T. V. Smith und Dave Vanian.
Am 11. Oktober 2014 reformierten sich die Doctors of Madness in Originalbesetzung für ein einziges Konzert in der Queen Elisabeth Hall in London. Sie spielten ein Set von acht Songs als Teil eines Abends zu Ehren von William S. Burroughs, der eine wesentliche literarische Inspiration für Richard Harding und die Musik der Doctors of Madness war. Die Doctors of Madness wurden bei dem Abschlusssong Suicide City von Joe Elliot, dem Sänger von Def Leppard und Fan der Band, begleitet.
Colin Bentley Stoner starb im November 2014 an einer Krebserkrankung.
Seit 2016 hat Richard Strange die Doctors of Madness reformiert, die Besetzung schließt Originalmitglied Urban Blitz und das japanische Goth- / Glam- / Death-Metal-Duo Sister Paul (Susumu Bass and Mackii Drums) ein. Im Mai 2017 wurden die Originalalben als 3-CD-Box-Set “PERFECT PAST – THE COMPLETE DOCTORS OF MADNESS” auf CHERRY RED RECORDS veröffentlicht. Im Juni 2017 wurde eine Englandtour gespielt, im September 2017 eine Japan-Tour.
Richard Strange hat 2019 das Album „Dark Times“ unter dem Namen Doctors of Madness auf dem Label Molecular Scream/Cargo veröffentlicht. Es enthält 8 von Richard Strange komponierte neue Songs mit sehr dysphorischer Weltsicht. An den Aufnahmen war außer ihm kein anderes Originalmitglied der Band beteiligt, backing vocals wurden durch Joe Elliott und Lily Bud Dearsley Strange beigesteuert.
Am 22. November 22 gab Richard Strange den Tod von Peter Hewes (Pete DiLemma) auf seiner Facebook-Seite bekannt.

## Diskografie
- 1976: Late Night Movies, All Night Brainstorms
- 1976: Figments of Emancipation
- 1978: Sons of Survival
- 2002: Into the Strange – The Doctors of Madness Live